# هاري سيمس
هاري سيمس (بالإنجليزية: Harry Simms) هو نقابي أمريكي، ولد في 25 ديسمبر 1911 في سبرينغفيلد في الولايات المتحدة، وتوفي في 11 فبراير 1932 في باربورفيل في الولايات المتحدة.